# Hartmut Briesenick
Hartmut Briesenick, né le 17 mars 1949 à Luckenwalde et décédé le 8 mars 2013 , est un athlète allemand, spécialiste du lancer du poids. Concourant pour la République démocratique allemande dans les années 1970, il est sacré champion d'Europe à deux reprises en 1971 et 1974, et s'adjuge par ailleurs la médaille de bronze aux Jeux olympiques d'été de 1972 à Munich.

## Biographie
Il devient champion d'Europe du lancer du poids en 1971 à Helsinki, avec un jet à 20,19 m, devant son compatriote Heinz-Joachim Rothenburg et le Polonais Władysław Komar. Il conserve son titre trois ans plus tard à Rome en s'imposant avec la marque de 20,50 m, devant l'Allemand Ralf Reichenbach et le Britannique Geoff Capes. Il s'adjuge par ailleurs trois titres continentaux en salle consécutifs de 1970 à 1972.
Briesenick remporte la médaille de bronze des Jeux olympiques de 1972, à Munich, en terminant derrière le Polonais Wladyslaw Komar et l'Américain George Woods.
Il améliore à cinq reprises le record d'Europe du lancer du poids, réalisant successivement 20,69 m, 21,00 m et 21,08 m en 1971, 21,54 m en 1972 et 21,67 m en 1973.
Il remporte huit titres de champion d'Allemagne de l'Est : quatre en plein air en 1970, 1971, 1973 et 1974, et quatre en salle de 1969 à 1972.
Il a été marié à la lanceuse Ilona Slupianek.

### Palmarès

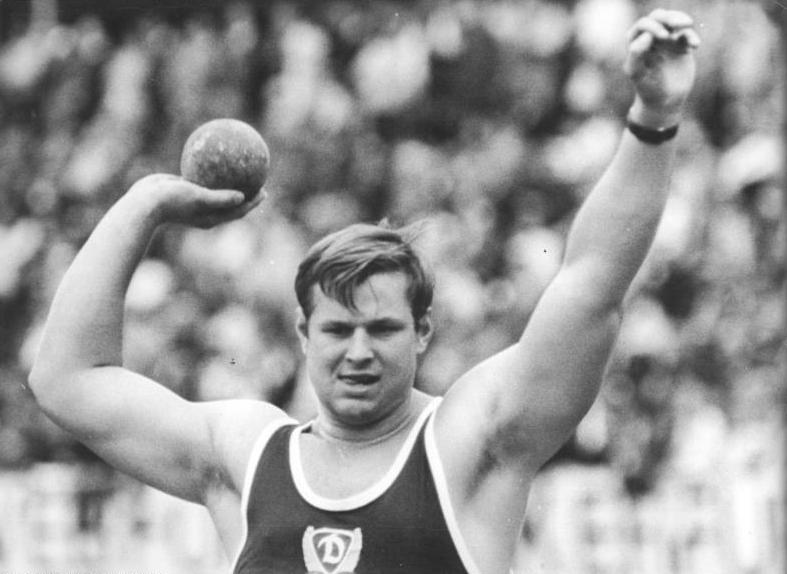
Hartmut Briesenick en 1970.

| Date | Compétition                    | Lieu     | Résultat | Performance |
| ---- | ------------------------------ | -------- | -------- | ----------- |
| 1969 | Jeux européens en salle        | Belgrade | 2e       | 19,19 m     |
| 1970 | Championnats d'Europe en salle | Vienne   | 1er      | 20,22 m     |
| 1971 | Championnats d'Europe en salle | Sofia    | 1er      | 20,19 m     |
| 1971 | Championnats d'Europe          | Helsinki | 1er      | 20,19 m     |
| 1972 | Championnats d'Europe en salle | Grenoble | 1er      | 20,67 m     |
| 1972 | Jeux olympiques                | Munich   | 3e       | 21,14 m     |
| 1974 | Championnats d'Europe          | Rome     | 1er      | 20,50 m     |

### Records
| Épreuve         | Épreuve   | Performance | Lieu     | Date               |
| --------------- | --------- | ----------- | -------- | ------------------ |
| Lancer du poids | Plein air | 21,67 m     | Potsdam  | 1er septembre 1973 |
| Lancer du poids | Salle     | 20,67 m     | Grenoble | 12 mars 1972       |